# Mayores
Mayores è un singolo della cantante statunitense Becky G e del rapper portoricano Bad Bunny, pubblicato il 14 luglio 2017 come primo primo estratto dal primo album in studio di Becky G Mala santa. Il brano è stato scritto da Mario Caceres, Servando Primera, Saul Castillo, Bad Bunny e Patrick Ingunza e il singolo è stato pubblicato su etichetta Kemosabe Records, RCA Records e Sony Music Latin il 14 luglio 2017.